# Survive
SURVIVE – dziewiąty album studyjny japońskiego zespołu B’z, wydany 19 listopada 1997 roku. Osiągnął 1 pozycję w rankingu Oricon i pozostał na liście przez 32 tygodnie, sprzedał się w nakładzie 1 723 030 egzemplarzy. Album zdobył status płyty Milion oraz nagrodę „Rockowy Album Roku” podczas rozdania 12th Japan Gold Disc Award.

## Lista utworów
| Nr  | Tytuł                                                       | Czas |
| --- | ----------------------------------------------------------- | ---- |
| 1.  | „DEEP KISS”                                                 | 4:14 |
| 2.  | „Swimmer yo!!” (jap. スイマーよ!! Suimā yo!!)               | 3:18 |
| 3.  | „Survive”                                                   | 4:48 |
| 4.  | „Liar! Liar!”                                               | 3:23 |
| 5.  | „Happiness” (jap. ハピネス Hapinesu)                        | 4:52 |
| 6.  | „FIREBALL”                                                  | 4:13 |
| 7.  | „Do me”                                                     | 3:28 |
| 8.  | „Naite naite nakiyandara” (jap. 泣いて 泣いて 泣きやんだら) | 3:37 |
| 9.  | „CAT”                                                       | 3:42 |
| 10. | „Dattara agechae yo” (jap. だったらあげちゃえよ)            | 3:51 |
| 11. | „Shower”                                                    | 4:37 |
| 12. | „Calling”                                                   | 5:54 |

## Notowania
| Lista                                 | Pozycja |
| ------------------------------------- | ------- |
| Oricon Weekly Albums Chart            | 1       |
| Oricon Yearly Albums Chart (rok 1998) | 10      |

## Muzycy
- Tak Matsumoto: gitara basowa (#6), kompozycja i aranżacja utworów
- Kōshi Inaba: wokal, chórek, teksty utworów, aranżacja
- Akihito Tokunaga: gitara basowa (#1-4, #7-12)
- Daisuke Ikeda: aranżacja (#12)
- Masao Akashi: gitara basowa (#12)
- Hideo Yamaki: perkusja (#1-3, #5-12)
- Jun Aoyama: perkusja (#12)
- Akira Onozuka (DIMENSION): fortepian (#3, #5, #8, #10, #12), Organy Hammonda (#5, #7-8, #10), syntezator (#5), YAMAHA CS-10 (#9), Fender Rhodes (#11)
- Shin Kazuhara: trąbka (#7, #10)
- Nobuo Katō: trąbka (#7, #10)
- Eijirō Nakagawa: puzon (#7, #10)
- Bob Zung: saksofon (#7, #10)
- HIIRO STRINGS: instrumenty smyczkowe (#8-9)
- SHINOZAKI STRINGS: instrumenty smyczkowe (#12)
- Nobu Saitō: perkusja (#11)
- Saeko Kai (So-Fi): chórki (#7)
- B.B.IKKIES: chórki (#1, #10)